# Ruta Nacional 231 (Argentina)

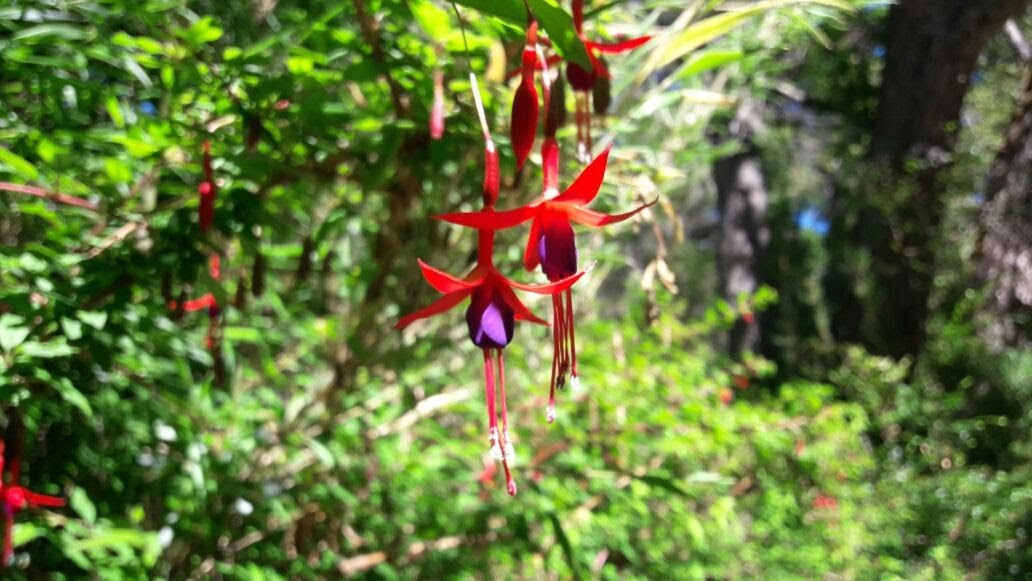
imagen tomada en el camping agreste Pichi Traful, ubicado en a ruta de los siete lagos de la Patagonia Argentina.

La Ruta Nacional 231 es una carretera argentina pavimentada de 105 km, que se encuentra en el sur de la Provincia del Neuquén, uniendo la Ruta Nacional 40 (ex Ruta Nacional 234) en las cercanías del Lago Espejo con el paso internacional Cardenal Samoré, a 1.314 m s. n. m., en el límite con Chile.
El camino continúa en Chile como Ruta CH-215, que conduce a la ciudad de Osorno; y posteriormente continuando como ruta U-40 hasta el Océano Pacífico.
Este camino forma parte del Eje del Sur, definido por IIRSA como uno de los tres ejes de integración en Argentina.
En el kilómetro 0 de la carretera se encuentra el empalme con la Ruta Nacional 40, más conocida como Camino de los Siete Lagos en su recorrido hacia el norte.
El control aduanero está ubicado en el km 16.

## Localidades
Las ciudades y pueblos por los que pasa esta ruta de sudeste a noroeste son los siguientes (los pueblos con menos de 5000 habitantes figuran en itálica).

### Provincia de Neuquén
Recorrido: 32 km (kilómetro 0 a 32).
- Departamento Los Lagos: no hay poblaciones.

## Traza antigua
Antiguamente existía otra ruta con este número que unía la localidad de Las Lajas con el paso Copahue a través de los departamentos neuquinos de Picunches, Loncopué y Ñorquín. Fue cedido a través del Decreto Nacional 1595 del año 1979 a la provincia del Neuquén y actualmente este tramo forma las rutas provinciales 21 y 27. Este camino se encuentra marcado en verde en el mapa adjunto.
En esa época se conocía la actual ruta 231 como la Ruta Nacional Complementaria f.
Desde el 12 de octubre del 2012, la traza de la ruta fue reducida debido al cambio de la traza de la Ruta Nacional 40. En 2013 fue inaugurada por el poder ejecutivo la obra de pavimentación, que demandó una inversión de 215 millones de pesos procedentes del Gobierno Nacional, destinados a reconstruir y pavimentar 25 kilómetros en el trayecto turístico de los Siete Lagos que vincula San Martín de Los Andes con Villa La Angostura.